# Ohradní zeď (starověký Egypt)

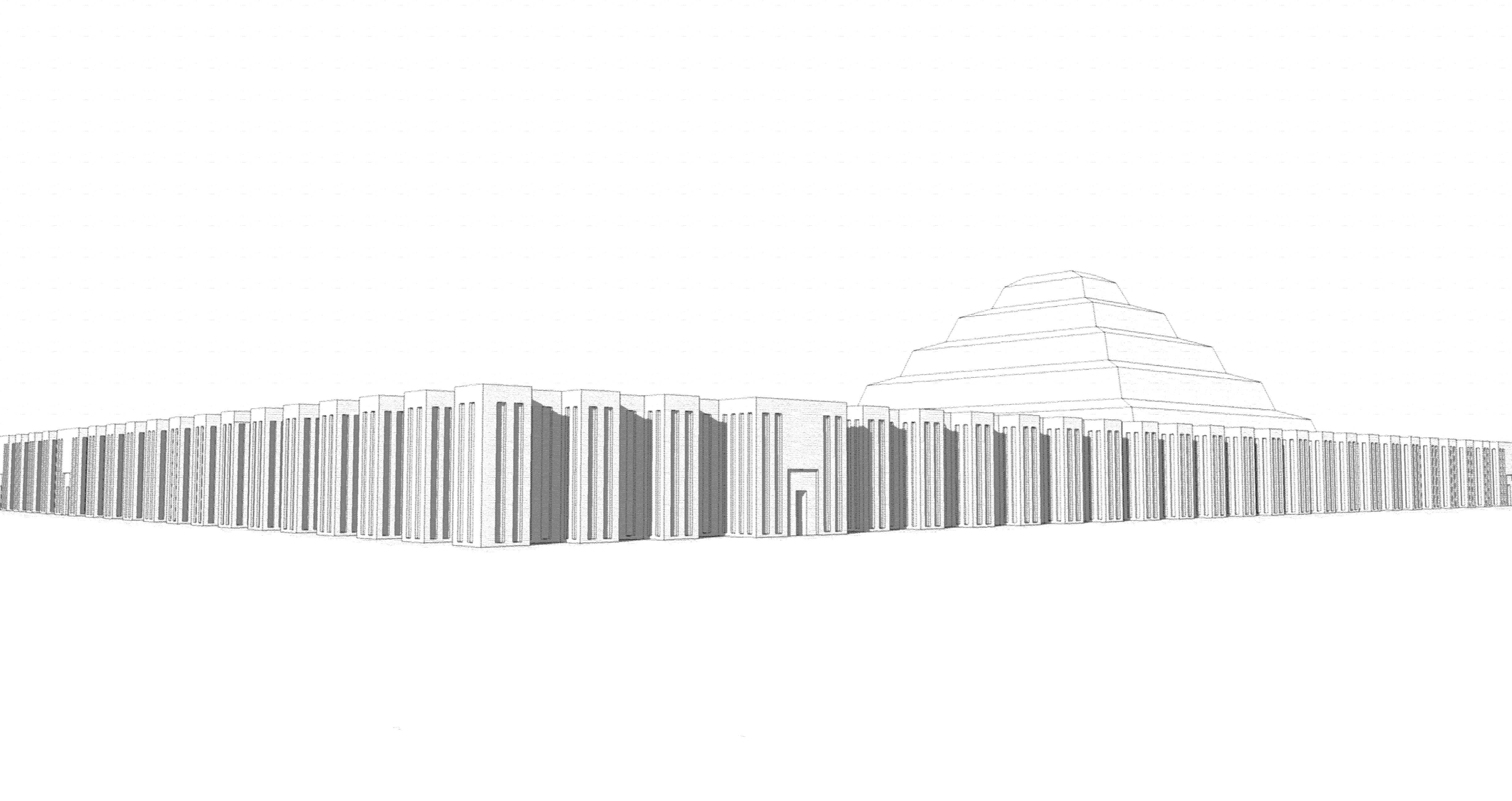
Ohradní zeď

Ohradní zeď je prvek staroegyptské architektury, který ohraničoval pyramidové a chrámové komplexy nebo města.
Ohradní zdi sloužily k vymezení chrámových a pyramidových komplexů od okolního osídlení, ale také k ochraně chrámů před občanskými nepokoji a invazemi. Kolem měst se nejčastěji stavěly v období Nové říše. Byly budovány z vepřovic. Aby se zabránilo jejich poničení, mnoho z nich bylo vybaveno zaobleným cimbuřím. Někdy byly jejich součástí rovněž Bollwerky a brány. Obvykle byly stavěny podle konvexně-konkávní křivky, což mělo buď pouze symbolický význam (spojitost s staroegyptským bohem Nunem), nebo se jednalo o způsob, jak zabránit vznikání trhlin ve zdi.